# Jacques Chevelle
Jacques Chevelle (* 1. Februar 1996) ist ein US-amerikanischer Schauspieler.

## Leben
Jacques Chevelle wurde am 1. Februar 1996 geboren. Im Jahr 2018 spielte Chevelle das erste Mal in einem Kurzfilm mit, welcher den Titel Sex Digits hatte. Chevelle erlangte seinen Erfolg vor allem durch die Nickelodeon-Sitcom Side Hustle, wo er die Rolle Jaget verkörpert.

## Filmografie
- 2018: Sex Digits (Kurzfilm)
- 2020: Anonymous Killers (Kinofilm)
- 2020–2022: Side Hustle (Fernsehserie)